# David Foster
David Walter Foster (Victoria, 1º novembre 1949) è un tastierista, produttore discografico, compositore e arrangiatore canadese, vincitore di 16 Grammy.

## Biografia
Ha composto l'inno dei Giochi Olimpici invernali di Calgary del 1988. Ha collaborato con Al Jarreau, Bee Gees, Neil Sedaka, Barbra Streisand, Kenny Rogers, Dionne Warwick, Stevie Nicks, Lionel Richie, Ringo Starr, Paul Anka, Dolly Parton, Céline Dion, Gary Barlow, Peter Cincotti, Faith Hill, Patti LaBelle, Bryan Adams, Art Garfunkel, Michael Bolton, Josh Groban, Seal, Dalbello, Donovan, Cheryl Lynn, Toni Braxton, Paul McCartney, Aretha Franklin, Rod Stewart, The Corrs, Michael Bublé, Donna Summer, Michael Jackson, Chaka Khan, Diana Ross, Sheena Easton, Neil Diamond, George Harrison, Earth, Wind & Fire e Whitney Houston, ma anche con artisti italiani come Andrea Bocelli, Alan Sorrenti e Laura Pausini.
Con Olivia Newton-John ha collaborato più volte nel tempo: per la colonna sonora del film Due come noi (1983) e ha anche realizzato un paio di duetti di grande successo, The Best of Me, tratto dall'album David Foster, ed il singolo, uscito nel dicembre 2009, i cui proventi sono devoluti ai bambini malati di cancro, e Hope Is Always Here). Ha collaborato anche con la già citata Laura Pausini alla realizzazione del suo primo brano in inglese, One More Time. Nel 2012 ha prodotto l'album natalizio del già citato Rod Stewart, Merry Christmas, Baby.
Ha lavorato anche per il cinema componendo colonne sonore per film come Due come noi (1983), St. Elmo's Fire (1985), Il segreto del mio successo (1987), Guardia del corpo (1992) e, sempre per il cinema, ha composto il brano The Prayer, interpretato da Céline Dion e il già citato Andrea Bocelli, brano che gli valse un Golden Globe. Lui è noto anche per aver arrangiato la sigla di inizio e di fine del ciclo di Rete 4 Pomeriggio con Rete 4.

## Discografia

### Solista
- 1983 - The Best of Me
- 1986 - David Foster
- 1988 - The Symphony Sessions
- 1990 - River of Love
- 1991 - Rechording